# Andrija Popović
Andrija Pura Popović (Kotor, 22. septembar 1959) crnogorski je bivsi političar i  vaterpolista. Počasni je Predsjednik  Liberalne partije Crne Gore.

## Porijeklo
Otac mu je iz Erakovića, pleme Njeguši. Popovići iz Erakovića su imali nekoliko poznatih ličnosti u istoriji Crne Gore: serdar Pero Popović, alajbarjaktar Zeko Mašanov Popović i komandir Đuro Popović. Sva trojica su sahranjeni pored Crkve Svetog Save u Erakovićima.

## Sportska karijera
Andrija Popović je jedan od najtrofejnijih crnogorskih sportista svih vremena i prvi crnogorski sportista koji je kao član crnogorskog sportskog kolektiva nosilac zlatne olimpijske medalje. Sa vaterpolo reprezentacijom SFRJ osvajač je zlatne medalje na Olimpijskim igrama 1984. godine, zatim zlatne medalje na Svjetskom prvenstvu 1986. godine i srebrnih medalja na Evropskim prvenstvima 1985. i 1987. godine. Nastupajući za zagrebačku Mladost osvojio je dva Kupa evropskih šampiona 1989/90. i 1990/91. Proglašen je za najboljeg sportistu Crne Gore 1985. godine.
Generalni sekretar je Crnogorskog olimpijskog komiteta i ranije dugogodisnji predsjednik Kluba crnogorskih olimpijaca.

## Politička karijera
Političku karijeru je započeo u Liberalnom savezu Crne Gore obavljajući poslove koordinatora. Godine 2004. nakon raskola u stranci povodom afere Trsteno, svojevoljno napušta LSCG i priključuje se smijenjenim i isključenim članovima iz stranke, koji su se okupili u novoosnovanoj Liberalnoj partiji Crne Gore čiji je i osnivač.
Bio je poslanik u Skupštini Crne Gore u periodu 2008—2009. i 2012-2023. godine. Nakon što je Liberalna partija na parlamentarnim izborima 2009. izgubila parlamentarni status a staro rukovodstvo sa Miodragom Živkovićem na čelu podnijelo ostavku, na vanrednoj konferenciji Liberalne partije 20. juna 2009. godine Andrija Popović izabran je za njenog predsjednika.
Od njegovog dolaska na čelno mjesto Liberalne partije, stranka je obnovljena i povratila je parlamentarni status. Od oktobra 2012. godine i parlamentarnih izbora na kojima LP nastupa u koaliciji sa DPS i SDP, Andrija Popović je ponovo poslanik u Skupštini Crne Gore. Liberalna partija trenutno je zamrznula članstvo u Koaliciji sa DPS i SDP i u Skupštini nastupa samostalno u klubu sa manjinskim partijama, Hrvatskom građanskom inicijativom i albanskim partijama.
Na 4. redovnoj Konferenciji Liberalne partije Crne Gore 14.09.2013.godine, velikom većinom glasova delegata, ponovo je izabran za njenog predsjednika, a reizabran je na istu funkciju 2017. godine. Iste godine je izabran i za potpredsjednika Liberalne internacionale, svjetske organizacije liberalnih stranaka.
Bio je član Savjeta Pokreta za evropsku nezavisnu Crnu Goru na državnom i opštinskom nivou.

## Spoljašnje veze
- Zvanični sajt LPCG
- Andrija Popović на веб-сајту